# Helga Backe
Helga Backe, född 3 mars 1892, död 11 januari 1981, var en norsk skådespelare.
Backe var engagerad vid Trøndelag Teater och Oslo Nye Teater. Hon medverkade även i filmer och TV-serier 1960–1980 samt under 1960- och 1970-talen vid TV-teatern.

## Filmografi (urval)
- 1960 – Petter fra Ruskøy
- 1961 – Bussen
- 1962 – Tonny
- 1966 – Broder Gabrielsen
- 1969 – Taxi (TV-serie)
- 1970 – Skal vi leke gjemsel?
- 1972 – Motforestilling
- 1974 – Fleksnes fataliteter (TV-serie)
- 1975 – Eiszeit
- 1975 – Fru Inger til Østråt
- 1975 – Bydelen som ikke vil dø (TV-serie)
- 1976 – Farlig yrke (TV-serie)
- 1980 – Fabel